# Episinus bishopi
Episinus bishopi är en spindelart som först beskrevs av Roger de Lessert 1929.  Episinus bishopi ingår i släktet Episinus och familjen klotspindlar.
Artens utbredningsområde är Kongo. Inga underarter finns listade i Catalogue of Life.